# Bulz
Bulz is een Roemeense gemeente in het district Bihor.
Bulz telt 2175 inwoners.